# Th. Cambier & Cie
Pour les articles homonymes, voir Cambier.
 (octobre 2024).
Si vous disposez d'ouvrages ou d'articles de référence ou si vous connaissez des sites web de qualité traitant du thème abordé ici, merci de compléter l'article en donnant les références utiles à sa vérifiabilité et en les liant à la section « Notes et références ».
Th. Cambier & Cie est un ancien constructeur automobile français.

## Production
La société Cambier a été fondée vers 1890 à Lille pour la production de compresseurs. En 1892, le fondateur M. Cambier commence à produire des moteurs et des automobiles pour son propre usage.
En 1897, la production en série d’automobiles commence. Environ 300 ouvriers étaient engagés dans la production d’automobiles dans l’usine. À l’époque, la productivité était d’un peu moins d’une voiture par an et par travailleur. De ce fait, un peu moins de 300 véhicules pourraient être vendus par an. La gamme de moteurs comprenait des moteurs à un, deux et trois cylindres. La production s’est terminée en 1905. Cambier, de Malines en Belgique, était licencié et produisait des véhicules presque identiques.
La production s’est terminée vers 1900.

## Galerie

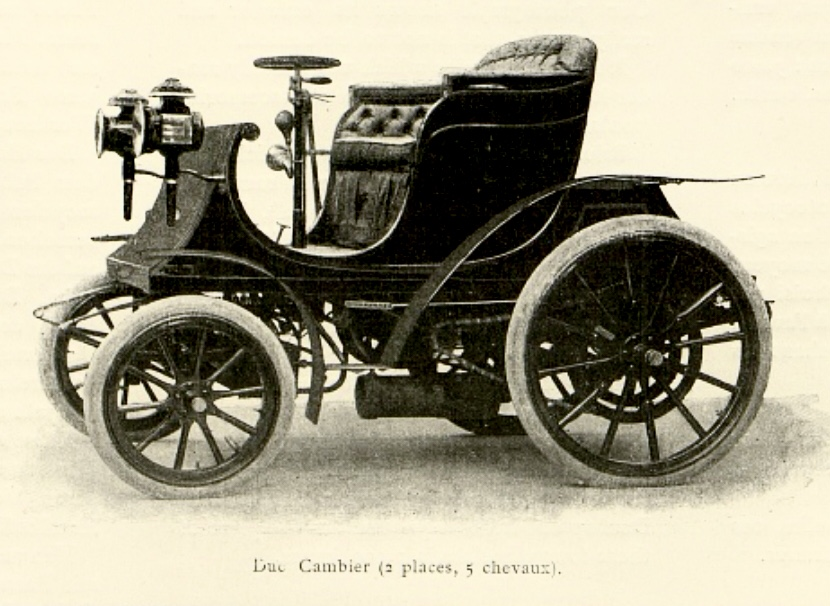
Cambier Duc 5 CV.
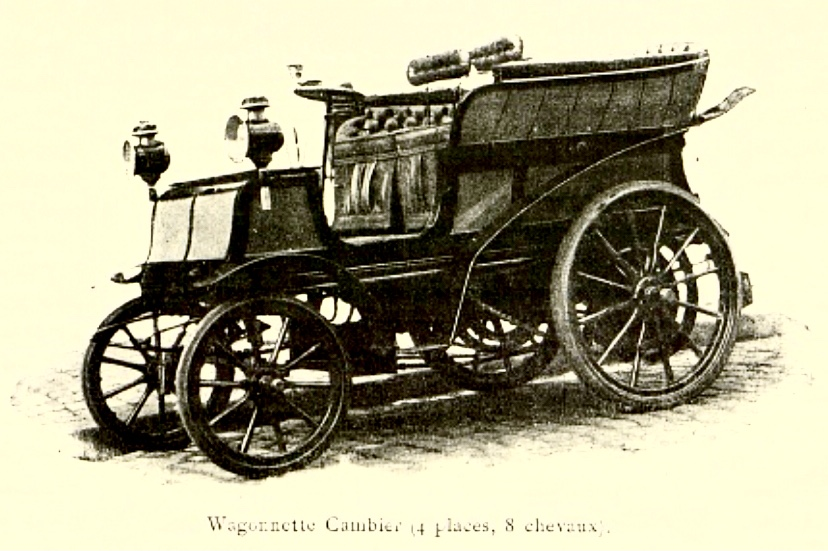
Cambier Wagonette 8 CV.
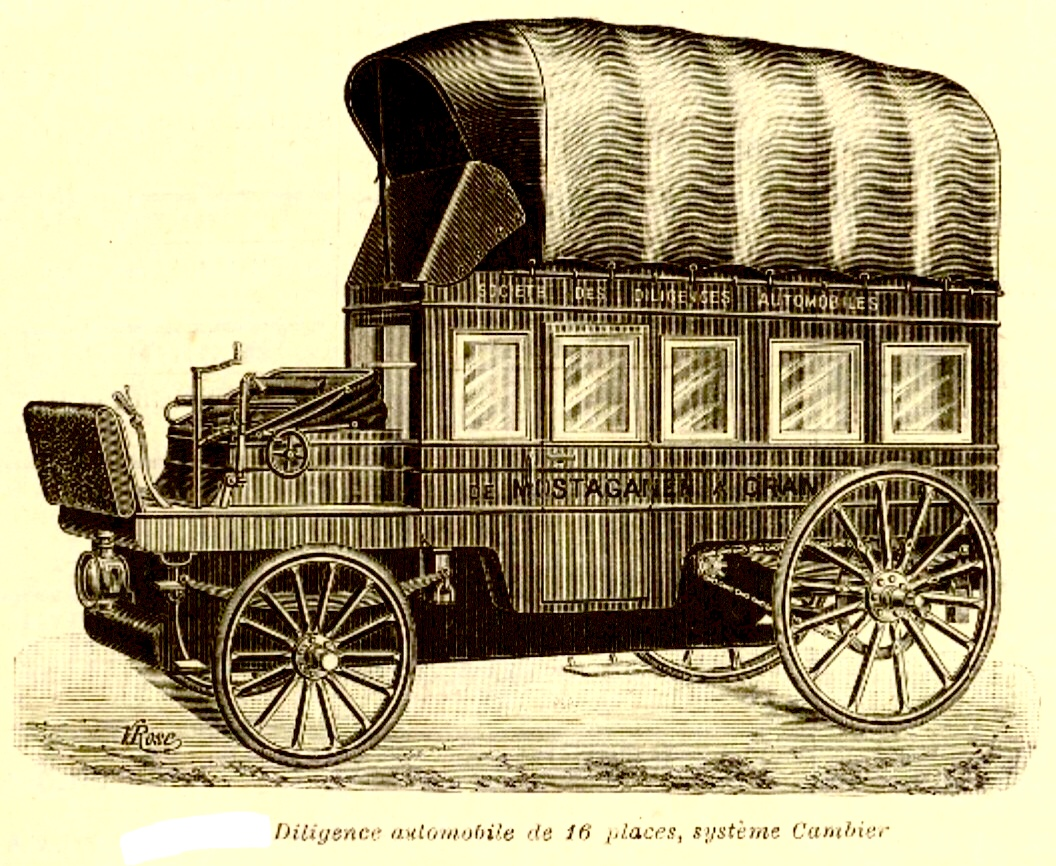
Cet omnibus a été utilisé en Algérie sur la route entre la ville de Mostaganem et la ville d’Oran.
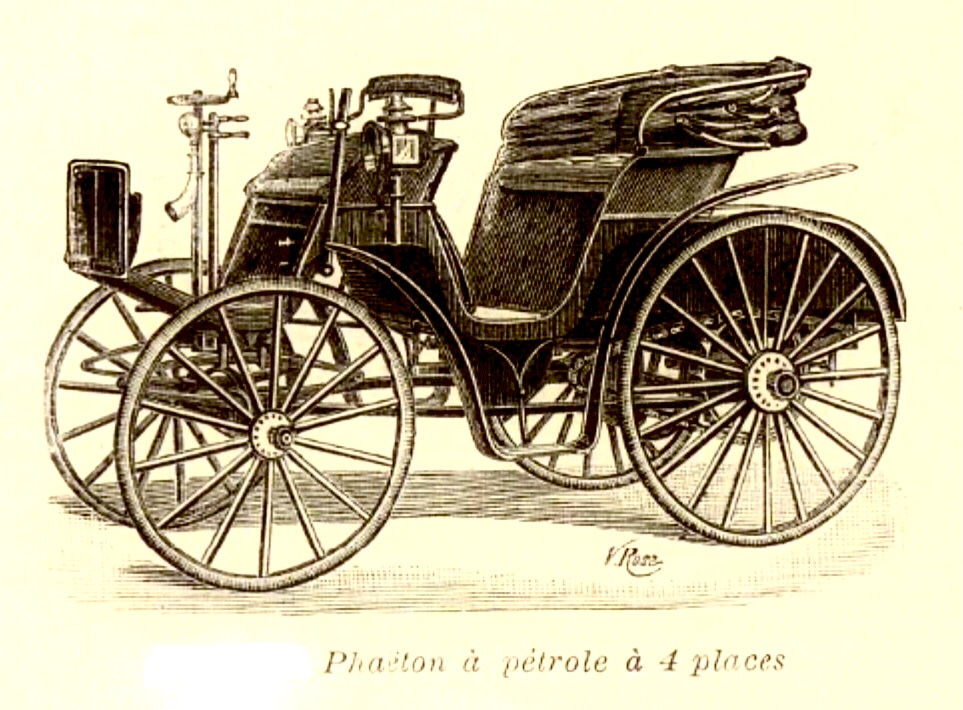
Cambier Phaeton.
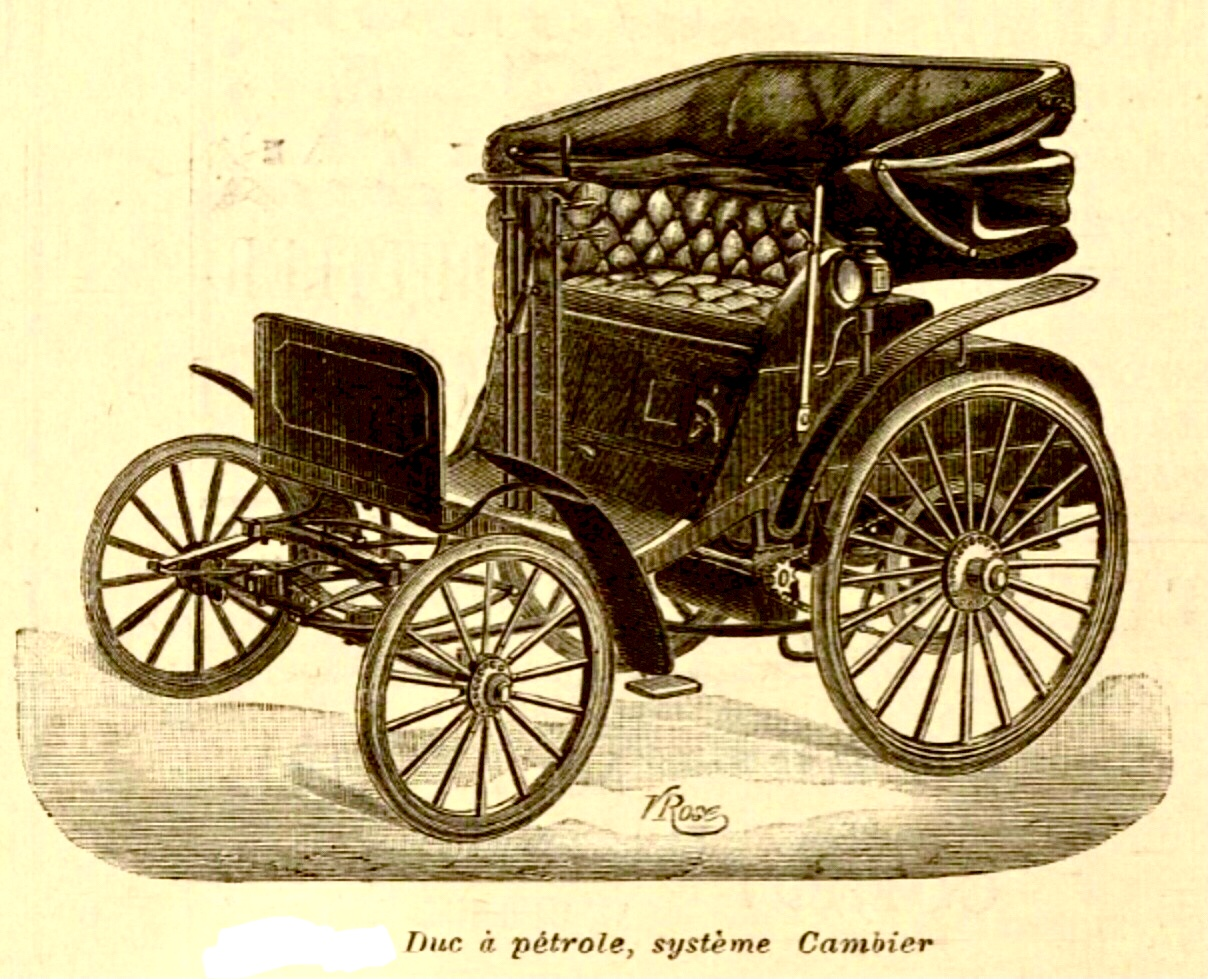
Cambier Duc 1897.
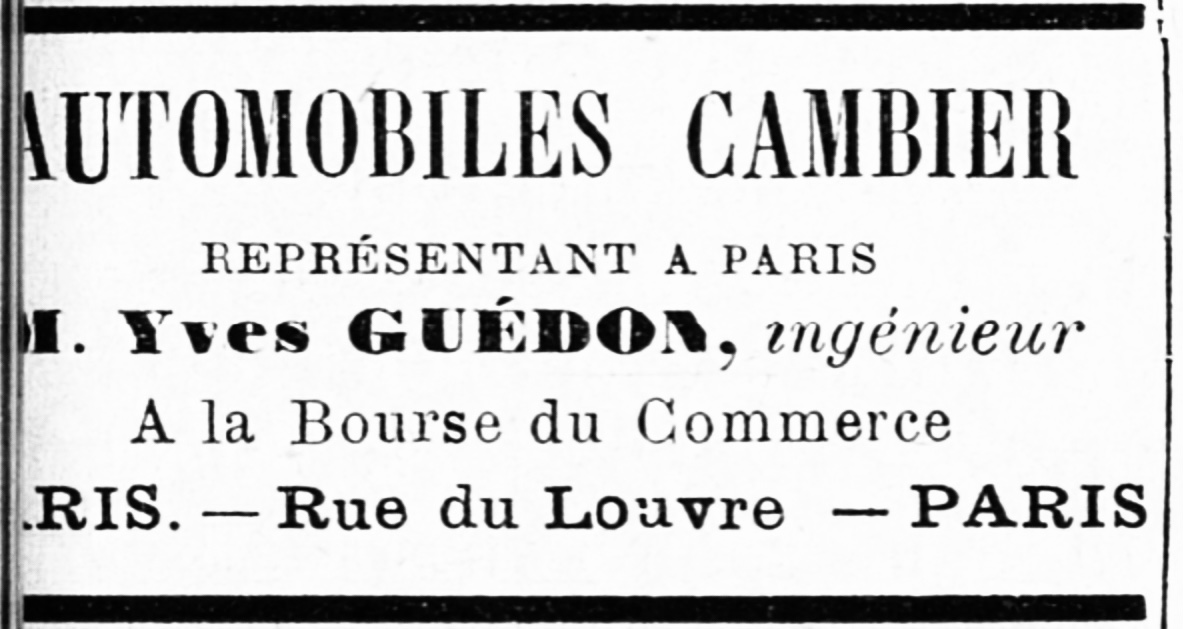
Automobiles Cambier.
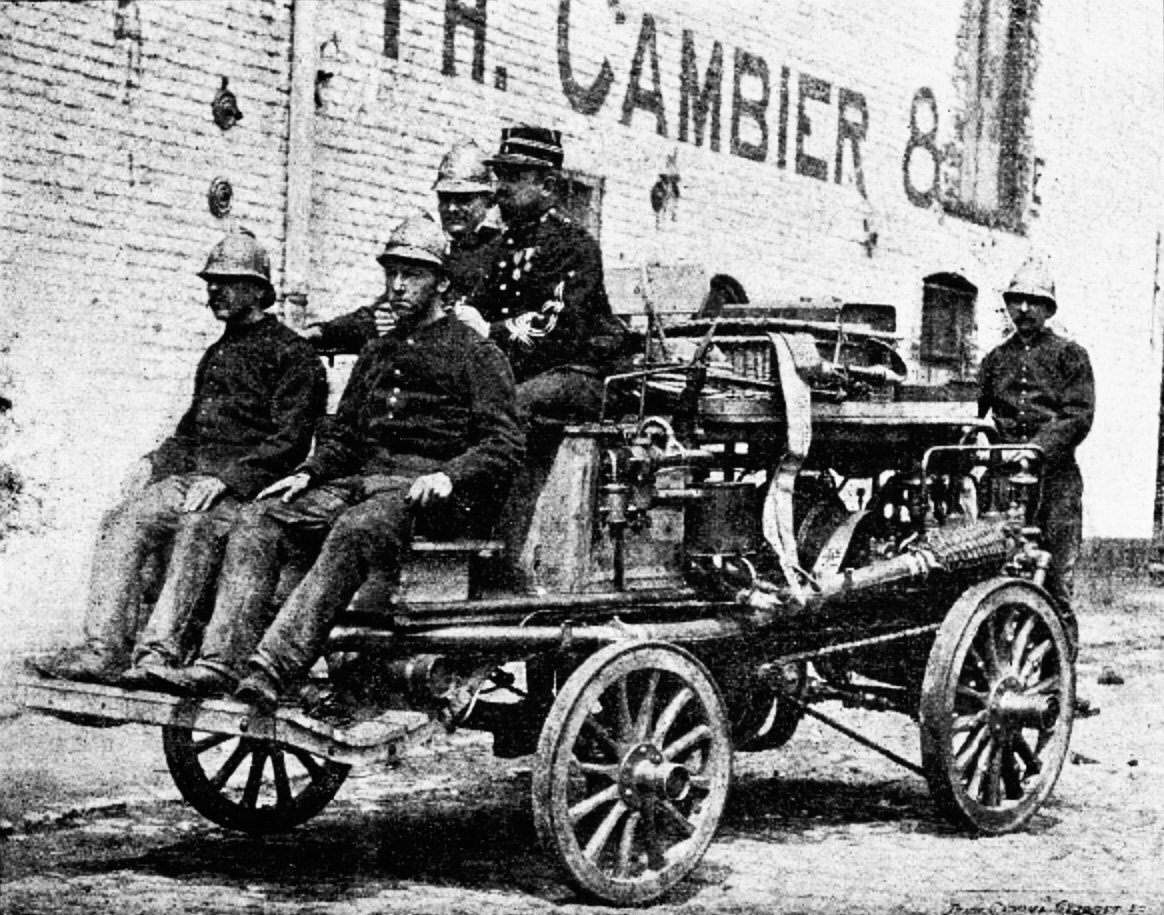
Camion de pompiers de Cambier pour la ville de Nancy (1898)[3].
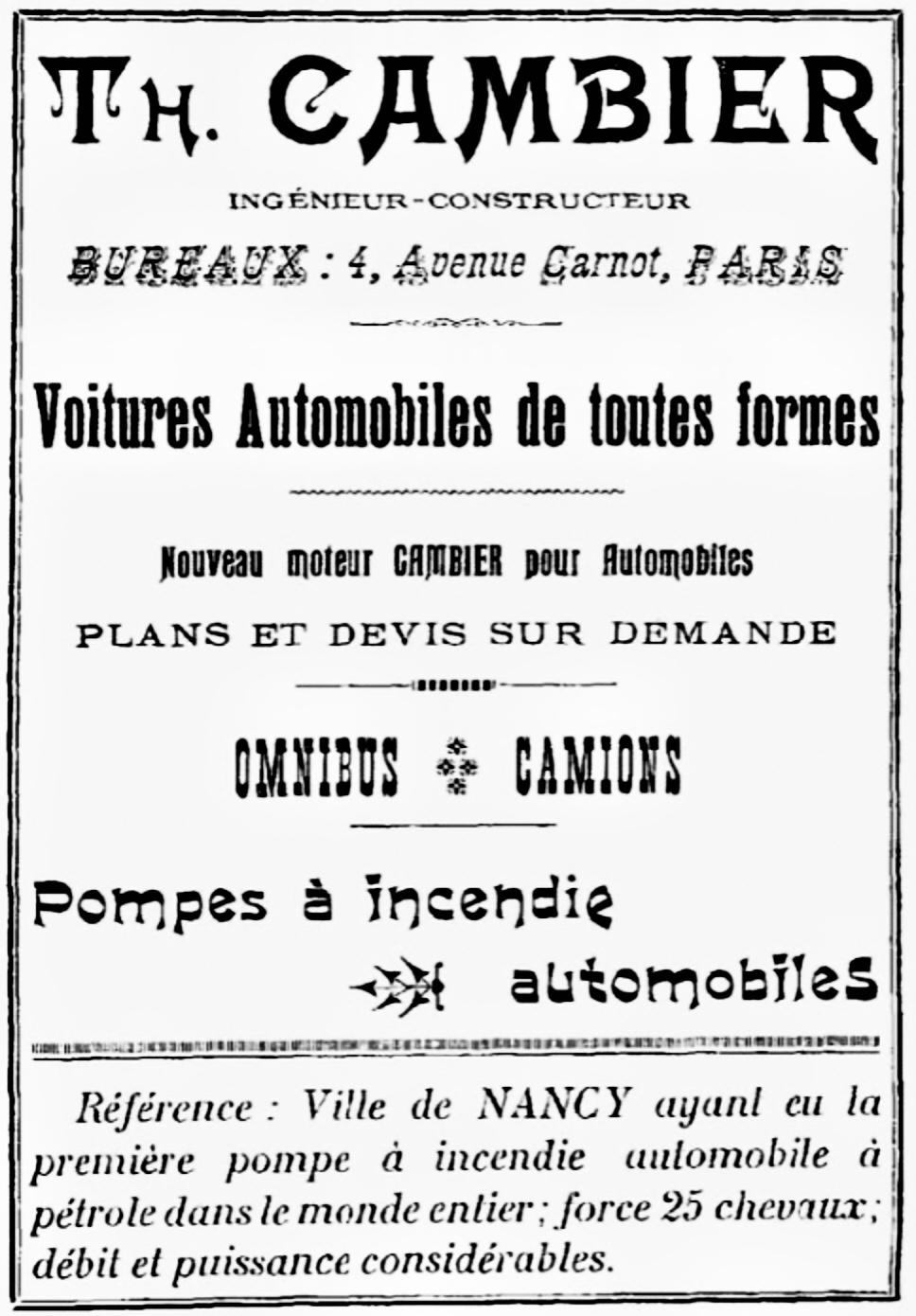
Th. Cambier (1900).